# Елизабет фон Хесен (1453–1489)
Вижте пояснителната страница за други личности с името Елизабет фон Хесен.
Елизабет фон Хесен (на немски: Elisabeth von Hessen, „die Schöne“; * 1453; † 22 април 1489), наричана „Красивата“, е принцеса от Ландграфство Хесен и чрез женитба графиня на Насау-Вайлбург.

## Произход
Тя е дъщеря на ландграф Лудвиг I фон Хесен (1402 – 1458) и съпругата му Анна Саксонска (1420 – 1462), дъщеря на курфюрст Фридрих I от Саксония (1370 – 1428). По-малка сестра е на Лудвиг II (1438 – 1471), ландграф на Хесен, Хайнрих III (1440 – 1483), ландграф на Хесен-Марбург и на Херман (1449 – 1508), архиепископ на Кьолн (1480 – 1508).

## Фамилия
Елизабет се омъжва през 1464 г. за граф Йохан III от Насау-Вайлбург (* 27 юни 1441, † 15 юли 1480), син на граф Филип II от Насау-Вайлбург (1418 – 1492) и на първата му съпруга Маргарета фон Лоон-Хайнсберг (1426 – 1446). Той е съ-генент на Насау-Вайлбург с баща си от 1470 г. до смъртта му през 1480 г. Те имат децата:
- Лудвиг I (* 1466 или 1473; † 28 май 1523), от 1492 г. граф на Насау-Вайлбург
- Елизабет († млада)